# Danny Butterfield
Pour les articles homonymes, voir Butterfield.
Daniel Paul Butterfield, dit Danny Butterfield (né à Boston le 21 novembre 1979) est un footballeur anglais. Il joue au poste de défenseur ou de milieu de terrain.

## Carrière
Danny Butterfield signe un contrat d'un an à Southampton en juillet 2010 mais, à la suite de ses prestations et de la montée du club en Championship, ce contrat est prolongé l'année suivante. Fin mars 2013, il est prêté jusqu'à la fin de la saison à Bolton Wanderers.

## Palmarès
Grimsby Town
- Playoffs de Troisième division
  - Vainqueur : 1998
- Football League Trophy
  - Vainqueur : 1998
- Championnat d'Angleterre D2
  - Vice-champion 2012